# أرايا دينيس
أرايا مارلين روكسان دينيس (مواليد 11 يناير 2006) لاعبة كرة قدم إنجليزية محترفة، تلعب في مركز المهاجم في نادي ساوثهامبتون لكرة القدم للسيدات في دوري البطولة الإنجليزية،  انتقال على سبيل الإعارة من نادي توتنهام هوتسبير، ومدافعة مع منتخب إنجلترا تحت 19 عامًا. لاعبة في نادي أرسنال لكرة القدم للسيدات. أكاديمية أرسنال للسيدات، لعبت سابقًا على سبيل الإعارة لفريق الدوري الوطني نادي واتفورد ونادي كريستال بالاس في دوري الدرجة الأولى للسيدات.

## مسيرتها الكروية

### نادي آرسنال
دينيس خريجة أكاديمية آرسنال، حيث سجلت 4 أهداف في 18 مباراة مع الفريق. تدربت مع الفريق الأول لأرسنال قبل فترة شهرين مع نادي واتفورد، المنتمي للدوري الوطني الجنوبي، شاركت في ثلاث مباريات، وسجلت هدفًا واحدًا في موسم 2022-2023، في 2 سبتمبر 2023، انضمت دينيس إلى نادي كريستال بالاس، المنتمي لدوري البطولة السيدات لموسم 2023-2024، وسجلت في أول ظهور لها مع النادي في اليوم التالي في مباراة انتهت بفوز النادي 2-1 على برمنغهام سيتي. في أكتوبر، حصلت على جائزة هدف الشهر في دوري البطولة السيدات، عن تسديدتها بعيدة المدى من مسافة 35 ياردة ضد تشارلتون أثليتيك.

### توتنهام هوتسبير
في فبراير 2024، وبعد أن لعبت في المستويين الثاني والثالث لكرة القدم للسيدات في إنجلترا، وقّعت دينيس عقدًا لمدة عامين مع نادي توتنهام هوتسبير، أحد أندية الدوري الممتاز للسيدات، في الدرجة الأولى. في 2 أكتوبر 2024، ظهرت لأول مرة مع توتنهام في المباراة الافتتاحية لدور المجموعات من كأس الدوري 2024-25 ضد تشارلتون أثليتيك، حيث دخلت بديلة في الدقيقة 67 من المباراة. في 11 ديسمبر، وفي سن 18 عامًا، سجلت دينيس هدفها الأول مع النادي في فوز 2-0 على كريستال بالاس في المباراة الأخيرة بدور المجموعات، مما ساعد توتنهام على ضمان مكان في ربع النهائي.  ووصف روبرت فيلاهام، مدرب فريق فافيل وتوتنهام، أداءها بأنه مثير للإعجاب.

### ساوثهامبتون
في 10 يناير 2025، انضمت دينيس إلى نادي ساوثهامبتون، بطل الدوري النسائي على سبيل الإعارة لما تبقى من بطولة 2024-2025.

## الأنجازات
كريستال بالاس
- بطولة السيدات: 2023–24[14]

جائزة فردية
- هدف الشهر في مسابقة بطولة السيدات: أكتوبر 2023[6]